# 刘晓冰
刘晓冰（？—），女，汉族，中华人民共和国政治人物。曾任全国政协文化文史和学习委员会专职副主任。第十三、十四届全国政协委员。